# 仪子敬
仪子敬（1924年1月—2017年5月9日），山东鄄城人，中华人民共和国政治人物。

## 生平
1939年12月入伍，1940年8月，加入中国共产党。历任公安部队山西总队副政委、公安部队医科学校政委，第二炮兵第五十三基地政治部主任、副政委，第二炮兵第五十二基地政委等职。2017年5月9日，在北京逝世，享年93岁。